# Білобжегі (гміна, Білобжезький повіт)
Гміна Білобжегі (пол. Gmina Białobrzegi) — місько-сільська гміна у центральній Польщі. Належить до Білобжезького повіту Мазовецького воєводства.
Станом на 31 грудня 2011 у гміні проживало 10410 осіб.

## Площа
Згідно з даними за 2007 рік площа гміни становила 78.93 км², у тому числі:
- орні землі: 47.00%
- ліси: 42.00%

Таким чином, площа гміни становить 12.35% площі повіту.

## Населення
Станом на 31 грудня 2011:
| Опис     | Загалом | Загалом | Чоловіки | Чоловіки | Жінки | Жінки |
| -------- | ------- | ------- | -------- | -------- | ----- | ----- |
| одиниця  | осіб    | %       | осіб     | %        | осіб  | %     |
| все      | 10410   | 100     | 5142     | 49.39    | 5268  | 50.61 |
| міське   | 7226    | 100     | 3549     | 49.11    | 3677  | 50.89 |
| сільське | 3184    | 100     | 1593     | 50.03    | 1591  | 49.97 |

## Сусідні гміни
Гміна Білобжеґі межує з такими гмінами: Варка, Висьмежиці, Промна, Радзанув, Стара Блотниця, Стромець.